# Abano Terme
Abano Terme é um comune italiano da região do Vêneto, província de Pádua, com cerca de 18.232 habitantes. Estende-se por uma área de 21 km², tendo uma densidade populacional de 868 hab/km². Faz fronteira com Albignasego, Due Carrare, Maserà di Padova, Montegrotto Terme, Padova, Selvazzano Dentro, Teolo, Torreglia.

## Demografia
| Variação demográfica do município entre 1861 e 2011                               |
|                                                                                   |
| Fonte: Istituto Nazionale di Statistica (ISTAT) - Elaboração gráfica da Wikipedia |